# Футбольний матч Україна — Швейцарія (2006)
Футбольний матч Україна — Швейцарія - матч 1/8 фіналу Чемпіонату світу 2006. Збірна України встановила історичне досягнення пройшовши в чвертьфінал чемпіонату світу 2006. Матч відбувся 26 червня 2006 року на стадіоні Рейн Енергі Штадіон в місті Кельн.

## Матч
| 125. ЧС-2006, 1/8 26 червня 2006 21:00 UTC+2 +22 °C |

| Швейцарія | 0:0      | Україна |
| --------- | -------- | ------- |
|           | Протокол |         |

| Кельн, «Рейн Енергі Штадіон» Глядачів: 45 000 Арбітр: Беніто Арчундія |

|                                |     | Пенальті                               |  |
| Штреллер · Барнетта · Кабаньяс | 0:3 | Шевченко · Мілевський · Ребров · Гусєв |  |